# Creagrutus brevipinnis
Creagrutus brevipinnis är en fiskart som beskrevs av Eigenmann, 1913. Creagrutus brevipinnis ingår i släktet Creagrutus och familjen Characidae. Inga underarter finns listade i Catalogue of Life.